# 網路資訊服務
網路資訊服務簡稱 NIS（Network Information Service），時又譯為網路資料服務協定，亦即一般簡稱之「黃頁」YP（Yellow Pages），最早由昇陽公司開發出來，為一套用來管理電腦網路中所有與電腦系統管理相關之設定檔，如使用者帳號、密碼、主機名稱或群組等的主從式目錄服務協定。
由於 NIS 推出時的舊有名字 "Yellow page"「黃頁」已為英國電信集團註冊為該公司商業電話名錄的商標，故昇陽將之改名為 NIS，然而所有的指令及函式命名仍以原縮寫 "yp" 為起首。
在許多環境下，已有其他目錄服務比 NIS 更先進、更安全，例如 LDAP 就已經逐漸取代 NIS。

## NIS 相關指令
- ypcat
- ypmatch
- ypwhich
- ypclnt
- yppasswd
- ypset
- ypmake
- ypinit
- yppush
- ypserve

## 另見
- 遠端程序呼叫 (RPC)
- 網路檔案系統（NFS）
- 網域名稱系統（DNS）

## 外部連結
- （英文）The NIS-HOWTO （页面存档备份，存于） 摘自 Linux Documentation Project（英语：Linux Documentation Project）
- （英文）Kristy Westphal（英语：Kristy Westphal）: NFS and NIS Security （页面存档备份，存于） Securityfocus article Jan. 22, 2001
- （英文）Red Hat Linux 9: Red Hat Linux Security Guide （页面存档备份，存于） - 5.3. Securing NIS
- （繁體中文）NIS = Network Information System （页面存档备份，存于）
- （繁體中文）鳥哥的 Linux 私房菜 — NIS 伺服器 （页面存档备份，存于）